# Nadejda Amelina
Nadejda Iourievna Amelina (en russe : Надежда Юрьевна Амелина) est une ancienne joueuse de volley-ball russe née le 14 septembre 1986 à Omsk. Elle mesure 1,91 m et jouait au poste de centrale. 

## Clubs
| Club             | De        | À         |
| ---------------- | --------- | --------- |
| Spartak Omsk     | 2001-2002 | 2008-2009 |
| Omitchka Omsk    | 2009-2010 | 2011-2012 |
| Oufimotchka Oufa | 2012-2013 | 2012-2013 |
| VK Voronej       | 2013-2014 | 2013-2014 |